# Bob Kane
Bob Kane (născut Robert Kahn; 24 octombrie 1915 - d. 3 noiembrie 1998) a fost un grafician pentru benzi desenate și scriitor, creditat alături de Bill Finger ca fiind creatorul lui Batman. A fost inclus în Muzeul Faimei al lui Jack Kirby pentru contribuția sa adusă în lumea benzilor desenate din Statele Unite în 1994 și în Holul Faimei al lui Will Eisner în 1996.